# Teladum
Teladum is een kevergeslacht uit de familie van de boktorren (Cerambycidae). De wetenschappelijke naam van het geslacht werd voor het eerst geldig gepubliceerd in 2011 door Holzschuh.

## Soorten
Teladum omvat de volgende soorten:
- Teladum angustior Holzschuh, 2011
- Teladum comosum (Holzschuh, 1989)
- Teladum insolens Holzschuh, 2011
- Teladum mancum Holzschuh, 2011